# Mark Roberts (Schauspieler)
Mark Roberts (* 9. Juni 1921 in Denver, Colorado; † 5. Januar 2006 in Los Angeles; eigentlich Robert Ellis Scott) war ein US-amerikanischer Theater- und Filmschauspieler.

## Leben
Roberts stand laut eigener Aussage bereits im Alter von vier Jahren im Kindergarten auf einer Bühne. Während seiner Kindheit zog er mit seiner Familie zunächst nach Lakewood, Ohio, und später nach Kansas City, Missouri, wo er mit seinem älteren Bruder die Southwest High School besuchte. Anschließend studierte er Englisch und Schauspiel an der University of Arizona in Tucson. Nach seinem Abschluss stand er ab 1938 vor der Filmkamera in Hollywood, wo er 1944 einen Vertrag bei Columbia Pictures erhielt und zumeist in kleinen Nebenrollen zu sehen war. Häufig trat er dabei unter seinem eigentlichen Namen Robert Scott auf. Seine vielleicht bekannteste Leinwandrolle hatte er 1946 in Charles Vidors Film noir Gilda, wo er mit Rita Hayworth flirten durfte und anschließend von Glenn Ford verprügelt wird.
Anfang der 1950er Jahre trat er am New Yorker Broadway in Stalag 17 unter der Regie von José Ferrer auf und war in den darauffolgenden Jahren in einer Vielzahl von US-amerikanischen Fernsehserien zu sehen, wie etwa in Rauchende Colts (1957), 77 Sunset Strip (1959), Perry Mason (1957–1966), Der Chef (1968), Detektiv Rockford – Anruf genügt (1978), General Hospital (1982), Der Denver-Clan (1987) und Mord ist ihr Hobby (1991/1992). Im Jahr 2003 stand er für den Fernsehfilm Das Todesbuch ein letztes Mal vor der Kamera.
Mit seiner Ehefrau Audrey von Clemm, mit der er von 1953 bis 1967 verheiratet war, hatte Roberts drei Kinder. Er starb 2006 im Alter von 84 Jahren in Los Angeles, wo er auf dem Westwood Village Memorial Park Cemetery beigesetzt wurde.

## Filmografie (Auswahl)
- 1938: Brother Rat
- 1940: Those Were the Days!
- 1944: One Mysterious Night
- 1946: The Notorious Lone Wolf
- 1946: Der Bandit und die Königin (The Bandit of Sherwood Forest)
- 1946: Gilda
- 1946: Ist das Leben nicht schön? (It’s a Wonderful Life)
- 1947: Späte Sühne (Dead Reckoning)
- 1948: The Bride Goes Wild
- 1949–1950: The Front Page (TV-Serie, 18 Folgen)
- 1951: Anwalt des Verbrechens (The Unknown Man)
- 1952: Nur für dich (Just for You)
- 1952: Eintritt verboten (Off Limits)
- 1953: Die Outrider (Pony Express)
- 1957: Rauchende Colts (Gunsmoke) (TV-Serie, eine Folge)
- 1957: Der Regimentstrottel (The Sad Sack)
- 1957–1966: Perry Mason (TV-Serie, acht Folgen)
- 1958: Der Zwiebelkopf (Onionhead)
- 1959: 77 Sunset Strip (TV-Serie, zwei Folgen)
- 1959: Der letzte Zug von Gun Hill (Last Train from Gun Hill)
- 1966–1972: FBI (The F.B.I.) (TV-Serie, sieben Folgen)
- 1968: Der Chef (Ironside) (TV-Serie, eine Folge)
- 1970–1971: Dan Oakland (TV-Serie, zehn Folgen)
- 1973–1975: Barnaby Jones (TV-Serie, vier Folgen)
- 1975: Männer des Gesetzes (Posse)
- 1975: Einmal ist nicht genug (Once Is Not Enough)
- 1976: Die Entführung des Lindbergh-Babys (The Lindbergh Kidnapping Case) (TV-Film)
- 1978: Detektiv Rockford – Anruf genügt (The Rockford Files) (TV-Serie, zwei Folgen)
- 1982: General Hospital (TV-Serie, eine Folge)
- 1987: Reich und Schön (The Bold and the Beautiful) (TV-Serie, drei Folgen)
- 1987: Der Denver-Clan (Dynasty) (TV-Serie, eine Folge)
- 1989: Ein Engel auf Erden (Highway to Heaven) (TV-Serie, eine Folge)
- 1991–1992: Mord ist ihr Hobby (Murder, She Wrote) (TV-Serie, zwei Folgen)
- 1993: Die Verschwörer (Dark Justice) (TV-Serie, eine Folge)
- 2003: Das Todesbuch (Book of Days) (TV-Film)